# Bourglinster
Bourglinster (en luxembourgeois : Buerglënster  ou parfois localement an der Buerg et en allemand : Burglinster) est un village et une section de la commune luxembourgeoise de Junglinster située dans le canton de Grevenmacher.

## Géographie

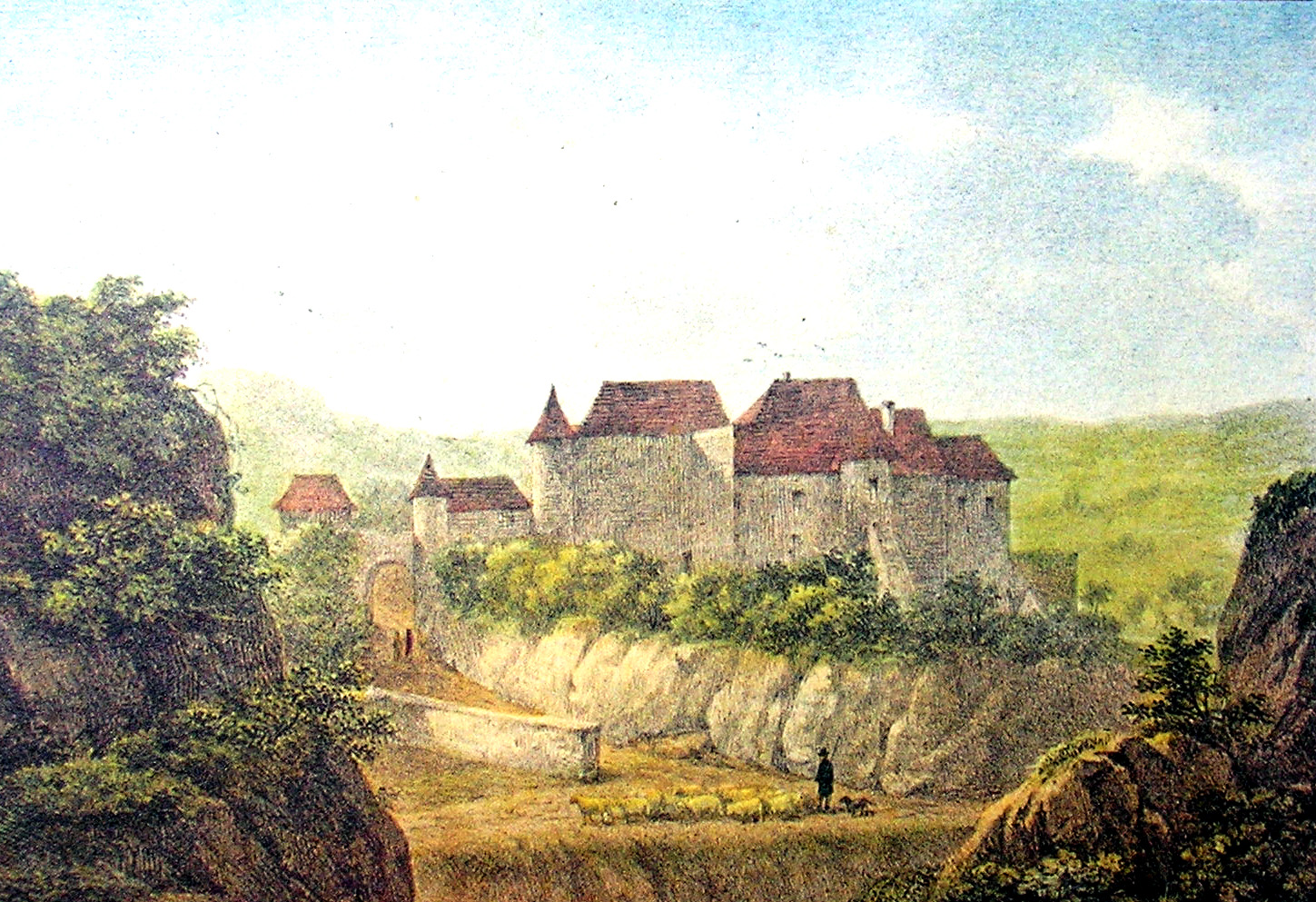
Lithographie du château de Bourglinster réalisée par Jean-Baptiste Madou entre 1810 et 1877.

Bourglinster est situé à une altitude comprise entre 301 m (au niveau de l'Ernz Blanche) et 411 m (au niveau du lieu-dit Schéiferei). Le centre du village se trouve quant à lui à 345 m d'altitude.
Des champs et d'autres petits villages comme Altlinster, Imbringen, Eisenborn, Wayer, Stuppicht et Koedange caractérisent les environs du village de Bourglinster au nord et à l'ouest. Plus au sud, à l'ouest et à l'est, le paysage est davantage sylvestre avec de nombreuses petites forêts parmi lesquelles Bambësch au sud, Buchhëlz au sud-est, Beddelsteen, Schënert a Fronert à l'est.

## Culture locale et patrimoine

### Lieux et monuments
Centre socio-éducatif de l'État
Une ancienne auberge de jeunesse appelée Pëtzenhaus est utilisée depuis 2020 comme une structure du Centre socio-éducatif de l'État afin d'aider de jeunes adolescents à la réinsertion dans la société avant le passage à une vie adulte. Deux autres établissements similaires existent à Dreiborn et Schrassig.
Château de Bourglinster
Église de l'Immaculée-Conception

### Personnalités liées à la localité
- Félix Putz (lb) (-1917), agriculteur et homme politique, membre de la Chambre des députés et bourgmestre de la commune de Junglinster ;
- Joseph Duhr (lb) (1907-1954), ecclésiastique et écrivain y est mort ;
- Jupp Wagner (lb) (1922-2008), curé de Bourglinster et enrôlé de force au cours de la Seconde Guerre mondiale ;
- Henri Jegen (lb) (1933-1999), architecte y est né ;
- Georges Gudenburg (lb) (1964-), avocat et homme politique, membre du Parti démocratique (DP) y est né.